# Oegresjkaja
Oegresjkaja (Russisch: Угрешская ) is een station aan de tweede ringlijn in de Russische hoofdstad Moskou. Het ligt aan het oostelijke einde van het emplacement van Oegresjkaja, het station dat in 1908 als onderdeel van de kleine ringspoorlijn is gebouwd. De huidige perrons zijn in 2015 nieuw gebouwd. Hoewel het station letterlijk boven de metrotunnel van lijn 7 ligt is er geen overstap mogelijkheid op de metro.